# مغالطه استثنای بی‌اهمیت
مغالطه استثنای بی‌اهمیت یا مغالطه منکوب کردن استثنا (انگلیسی: Overwhelming exception) مغالطه غیرصوری است که در آن در یک گزارهٔ تعمیمی استثناهای حذف می‌شود و در نتیجه آنچه می‌ماند از تعمیم اولیه اثر کمتری دارد. در مقام دفاع، این مغالطه شامل پذیرش مثالِ نقض، اما غیرمهم و بی‌تأثیر جلوه دادن آن است.

## مثال
افراد در بیان مطالب آزادند، البته مشخصا به جز در مواردی که مخل نظم ملی باشد.
یا
خب، ولی حالا به جز بهداشت، درمان، آموزش، شراب، نظم عمومی، آبیاری، جاده‌سازی، آب شرب و حمام‌سازی،... رومی‌ها برای ما چه کردن؟— زندگی برایان